# HNLMS Tromp (1937)
Pour les autres navires du même nom, voir HNLMS Tromp.
Le HNLMS Tromp est un croiseur léger, navire de tête de sa classe construit pour la Marine royale néerlandaise. Construit juste avant la Seconde Guerre mondiale, le croiseur servit principalement dans les océans Pacifique et Indien contre les Japonais, étant basé à Sydney, Fremantle et Trincomalee où il opérait aux côtés de navires de guerre britanniques, australiens et américains. Après la guerre, il retourna aux Pays-Bas et, après 1949, fut utilisé comme navire d'entraînement avant d'être déclassé en 1955 et vendu à la ferraille en 1969.

## Historique
Après sa mise en service, le Tromp procède à des essais jusqu'à la fin du mois de janvier 1939, date à laquelle il quitte Rotterdam pour la Méditerranée. En transitant par Lisbonne, au Portugal, le 15 janvier, il est légèrement endommagé lors d'une collision accidentelle avec le paquebot allemand Orinoco. Il retourne aux Pays-Bas en avril pour prendre part à une revue de la flotte à Scheveningen, avant de participer à une croisière en Norvège, où il est amarré à Oslo. En juillet 1939, le commandant J. W. Termijtelen prend le commandement du croiseur, succédant au capitaine L.A.C.M. Portier. Le navire prend la mer pour les Indes orientales néerlandaises en août 1939, arrivant juste après le déclenchement de la Seconde Guerre mondiale en Europe.
À la mi-septembre 1939, le croiseur traqua plusieurs marchands allemands à Padang, avant de se rendre à Surabaya pour un radoub. Tout au long de l'année 1940, le croiseur effectua des missions de patrouille et d'escorte dans l'Escadron des Indes orientales néerlandaises avant d'escorter les navires de la ligne Java-New York en convoi vers les îles Gilbert au début de 1941. Le commandant JB de Meester prend le commandement du croiseur en juillet. Dans les derniers mois de 1941, les tensions dans la région commencèrent à s'intensifier et, en novembre 1941, le Tromp fut impliqué dans des perquisitions de navires marchands français vichystes opérant dans la région. À la fin de novembre et au début de décembre 1941, le Tromp fit route vers l'ouest de la mer de Java pour participer aux opérations de recherches du HMAS Sydney, manquant après avoir accrocher le raider allemand Kormoran.
Au début de la guerre du Pacifique, il est affecté en janvier 1942 à la force de frappe combinée de l'ABDACOM pour la défense des Indes orientales. Le Tromp est gravement endommagé au large de Bali le 18 février 1942 lors de la bataille du détroit de Badung, où il est frappé par onze obus de 127 mm du destroyer japonais Asashio. En retour, il toucha deux destroyers japonais, tuant quatre hommes de l'Asashio et sept de l'Oshio. Le navire fut ensuite envoyé en Australie pour y être réparé en février 1942, naviguant via Fremantle puis Sydney.

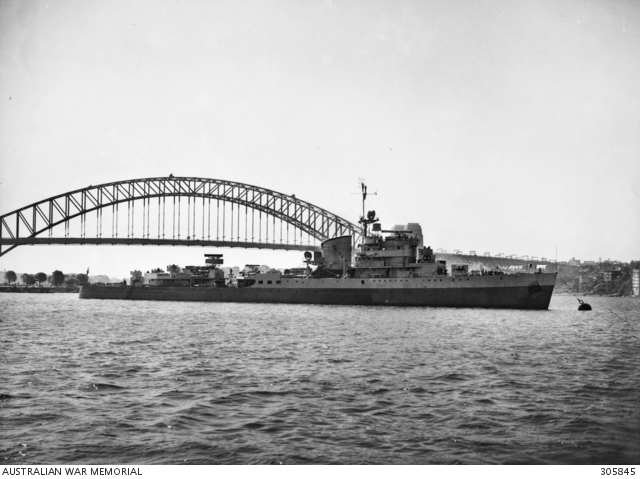
Le Tromp à Sydney en 1943, arborant le camouflage Measure 22.

Les réparations s’achèvent en mai 1942, date à laquelle il effectue une période d'essais en mer qui seront interrompus par des patrouilles anti-sous-marines au large de Newcastle. Le 18 mai 1942, le Tromp escorte le convoi "ZK.8" de Sydney en compagnie du HMAS Arunta et des navires hollandais Bantam, Bontekoe, Van Heemskerk et Van Heutsz à destination de Port Moresby avec 4 735 soldats de la 14e brigade australienne (en). Il escortera plusieurs autres convois vers le nord avant de terminer ses essais en mer début juin. Le mois suivant, il part de Sydney en direction de Fremantle, escortant un convoi vers l'ouest. Il restera à Fremantle jusqu'en octobre 1942, date à laquelle le croiseur retourna à Sydney pour remplacer son radar. Il effectue ensuite une visite en Nouvelle-Zélande avant de retourner à Fremantle à la fin de l'année en compagnie du transport de troupes britannique Nestor.
En février 1943, alors basé à Fremantle, le Tromp est affecté à la Septième Flotte américaine, chargée d'escorter les convois en Australie et dans l'océan Indien. Durant l'année, le Tromp escorte divers convois jusqu'en octobre, lorsque le commandant F. Stam prend le commandement. En janvier 1944, il est affecté à la British Eastern Fleet basée à Colombo (Ceylan) avant de rejoindre la base de la flotte à Trinquemalay. Le navire participe alors à des raids sur Sabang en avril (opération Cockpit) et juillet (opération Crimson), et Surabaya en mai 1944 (opération Transom), avant d'être transféré à Sydney en septembre 1944. Jusqu'en février 1945, le Tromp retourna à Trinquemalay afin de participer à divers missions d'escorte. Dans les derniers mois de la guerre, il fit partie de la flotte alliée bombardant les positions japonaises avant le débarquement à Balikpapan de la 7e division australienne, pendant les opérations pour reprendre Bornéo.
Après la fin des hostilités, le Tromp est affecté à la flotte du Pacifique britannique et, en septembre 1945, est déployé à Jakarta où il débarqua des marins qui réoccupèrent la résidence du gouverneur alors que les forces alliées arrivaient pour désarmer la garnison japonaise. Durant les derniers mois de l'année, il transporta les anciens prisonniers de guerre néerlandais libérés entre Singapour, Bangkok et Sydney. Il resta à Sydney jusqu'en février 1946, rentrant ensuite aux Pays-Bas avec plus de 150 anciens prisonniers de guerre. À son arrivée en mai 1946, le navire subit un important remaniement qui dura jusqu'à la mi-1948. À partir de 1949, le croiseur fut utilisé principalement comme navire d'entraînement ou d'hébergement, avant d'être déclassé en 1955 et mis au rebut en 1969.